# Daniel Mendoza
Daniel Mendoza detto Dan Mendoza (Londra, 5 luglio 1764 – Londra, 3 settembre 1836) è stato un pugile inglese e il primo pugile ebreo a diventare campione inglese.
Mendoza è considerato il primo pugile ad aver inserito la scienza nella nobile arte. Nel 1990 il suo nome è stato inserito di diritto nell'International Boxing Hall of Fame.
Era un antenato dell'attore australiano Heath Ledger.

## Biografia
Daniel Mendoza nacque nella povera periferia est di Londra nel 1764 e discendeva dai Marrani spagnoli. Iniziò a lavorare come tagliatore di vetro, poi come garzone in una drogheria, attore finché decise di avviarsi alla carriera nella boxe. In poco tempo sconfisse molti avversari importanti e si guadagnò così la reputazione di pugile di prima categoria. Nel 1788 a causa di una ferita alla gamba perse l'incontro contro Richard Humphries. Nel 1789 nell'incontro successivo di rivincita però Mendoza vinse in 52 riprese. Nel terzo incontro del 1790 la vittoria fu ancora di Mendoza dopo 15 riprese. In quest'ultimo incontro per la prima volta nella storia della boxe gli spettatori dovettero pagare un biglietto per assistere alla sfida.
Con il ritiro del potente Benjamin Brain Mendoza venne acclamato come campione d'Inghilterra. Il titolo fu messo in discussione nel 1792 quando fu sfidato da Bill Warr, Mendoza vinse in 23 riprese. I due combatterono di nuovo nel novembre del 1794 con la definitiva vittoria di Mendoza dopo 15 minuti. Negli anni seguenti viaggiò in tutta la Gran Bretagna dimostrando a tutti le sue capacità. Divenne popolarissimo, specialmente a Londra, i giornalisti paragonarono una sua devastante vittoria alla presa della Bastiglia durante la rivoluzione francese, appena scoppiata in quegli anni. Le sue imprese trasformarono l'immagine dell'ebreo da debole ed incapace di difendersi a potente e degno di rispetto. Fu richiamato a colloquio dal re in persona, Giorgio III. Scrissero canzoni in suo onore, la sua immagine compariva in quadri e i suoi combattimenti divennero motivo di spunto per rappresentazioni teatrali. 
Mendoza perse il titolo di campione nel 1795 quando fu sconfitto da John Jackson in 9 riprese. Mendoza tornò a Londra e si ritirò all'età di 41 anni con la vittoria su Harry Lee nel 1806. Dopo il definitivo ritiro aprì una scuola di pugilato. Le sue memorie scritte nel 1808 furono pubblicate otto anni dopo. Fece la sua ultima apparizione in pubblico nel 1820 contro Tom Owen, fu sconfitto in 20 riprese. Di personalità intelligente e capace ma allo stesso tempo molto caotica, vinse ingenti premi in denaro ma arrivò alla fine della sua vita con notevoli problemi finanziari. Definiva il suo modo di combattere uno stile scientifico, per questo nel 1789 pubblicò the art of boxing, in cui metteva in luce tutte le tecniche che adottava. Morì lasciando i familiari nella completa povertà.
Mendoza era relativamente piccolo di statura e molto leggero di peso. Alto 1,70 m per 73 kg di peso, oggi sarebbe rientrato nella categoria superwelter, le categorie di peso saranno fissate solo dalle regole del marchese del Queensbury un secolo più avanti. Ciò non costituiva un limite alle sue capacità, egli concentrava la sua azione sul un abile gioco di gambe, su l'utilizzo di pugni diretti e sulla difesa piuttosto che sulla forza bruta. Sviluppò nuove tecniche di "guardia" e adottò nuovi metodi di "utilizzo del pugno sinistro". Questa strategia è stata definita come la scuola di Mendoza o come la scuola ebraica, venne comunque criticata in molti circoli di pugilato perché poco aggressiva e vigliacca. I risultati però si vedevano sul ring, in quanto riusciva a mandare ko avversari molto più alti e pesanti di lui. Mendoza fu il primo pugile ebreo a raggiungere la notorietà.